# Learjet

Learjet — американська компанія-виробник військових і цивільних літаків бізнес-класу.
Заснована в листопаді 1959 року Вільямом Ліром під назвою Swiss American Aviation Corporation.
Нині Learjet є дочірнім підрозділом канадської компанії Bombardier Aerospace, її продукція випускається під торговою маркою «Bombardier Learjet Family».

## Історія
Свою історію авіабудівна компанія Learjet веде з невдалого проєкту швейцарського винищувача-штурмовика FFA P-16, оснащеного осьовим турбореактивним двигуном «Armstrong Siddeley Sapphire». Вперше винищувач піднявся в повітря 25 квітня 1955 року. В ході 22-го за рахунком випробувального польоту в результаті відмови двигуна розбився перший P-16. 4 квітня 1957 року почалися випробування поліпшеного варіанту винищувача із потужнішим двигуном, а у березні 1958 року уряд Швейцарії розмістив замовлення на сто одиниць винищувачів, відомих під маркою «P-16 Mk III». Через тиждень після підписання урядового замовлення розбився ще один літак, що стало причиною призупинення урядового замовлення, а потім і його повного скасування. До кінця 1950-х років було побудовано ще два винищувачі з поліпшеними характеристиками, однак, фірма-розробник (FFA) так і не домоглася отримання державних замовлень на серійне виробництво винищувачів P-16.

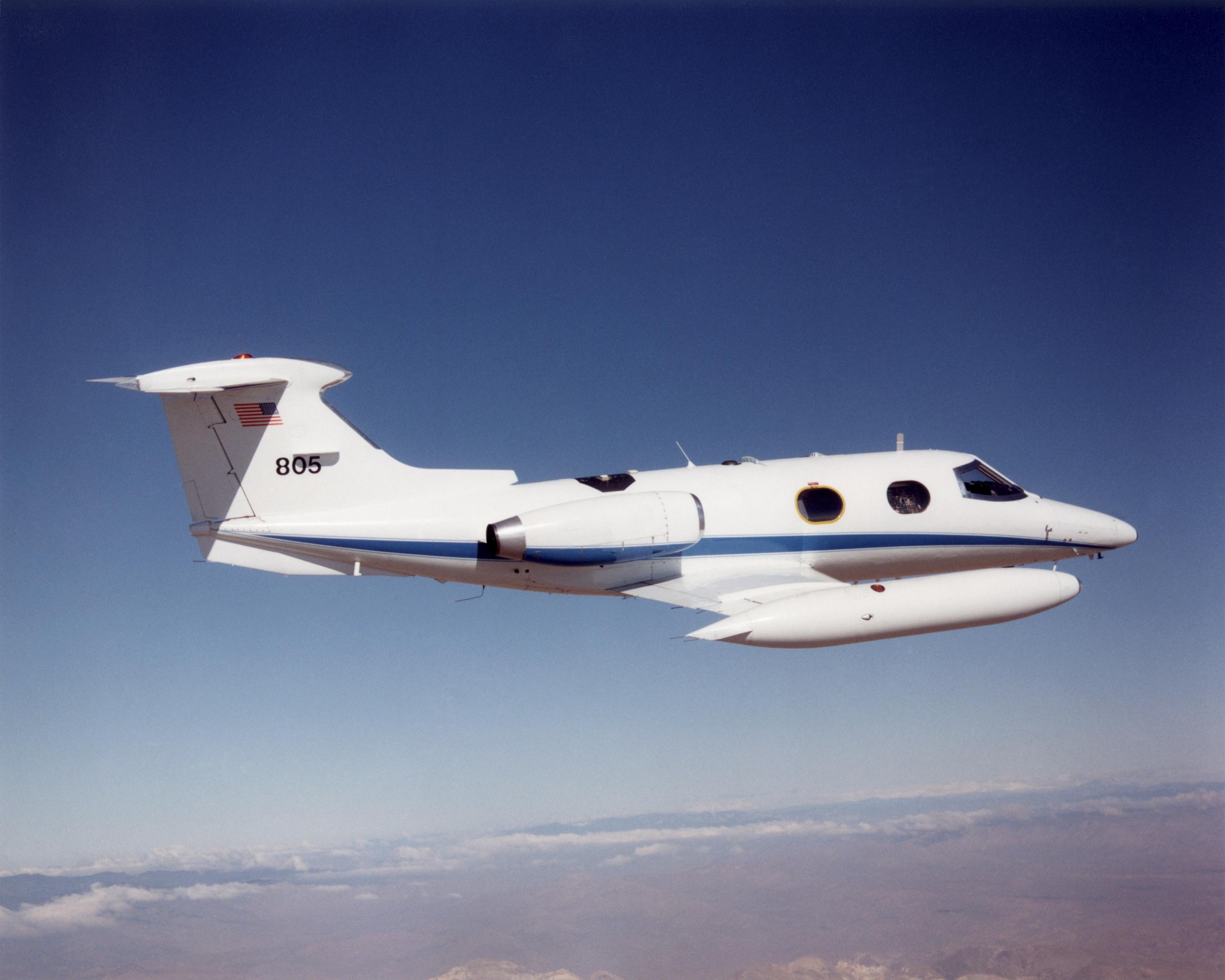
Learjet 24 NASA

У той же час конструкцією літака P-16 зацікавився відомий винахідник Вільям Лір, який в листопаді 1959 року заснував приватну компанію «Swiss American Aviation Corporation» і розпочав проєктувати свій перший бізнес-джет на базі P-16. Новий літак отримав робочу назву SAAC-23 (пізніше було змінено на Learjet 23), при цьому конструкція крила, паливні баки і стійки шасі були практично без змін взяті з проєкту винищувача P-16. Лайнер оснащувався двома турбореактивними двигунами General Electric CJ610-1 з тягою 1293 кгс кожен, згодом заміненими модифікацією General Electric CJ610-4 з такою ж тягою. У вересні 1962 року штаб-квартира компанії переїхала в місто Вічита (штат Канзас, США). 7 лютого наступного року почалася збірка першого бізнес-джета Learjet 23, який піднявся в повітря 7 жовтня того ж року.
Серійний випуск Learjet 23 почався в жовтні 1964 року. Через місяць компанія провела процедуру акціонування і змінила свою офіційну назву на Lear Jet Corporation. 24 лютого 1966 року здійснив перший політ літак Learjet 24 наступної моделі, а 12 серпня того ж року — лайнер моделі Learjet 25. 19 вересня 1966 року фірма знову змінила офіційну назву на Lear Jet Industries Inc..
10 квітня 1967 року Вільям Лір продав своїх 60 % акцій компанії Lear Jet денверській корпорації Gates Rubber Company. Сума угоди склала 27 млн доларів США. Лір залишався на посаді директора Lear Jet до 2 квітня 1969 року.

## Злиття з Gates Aviation

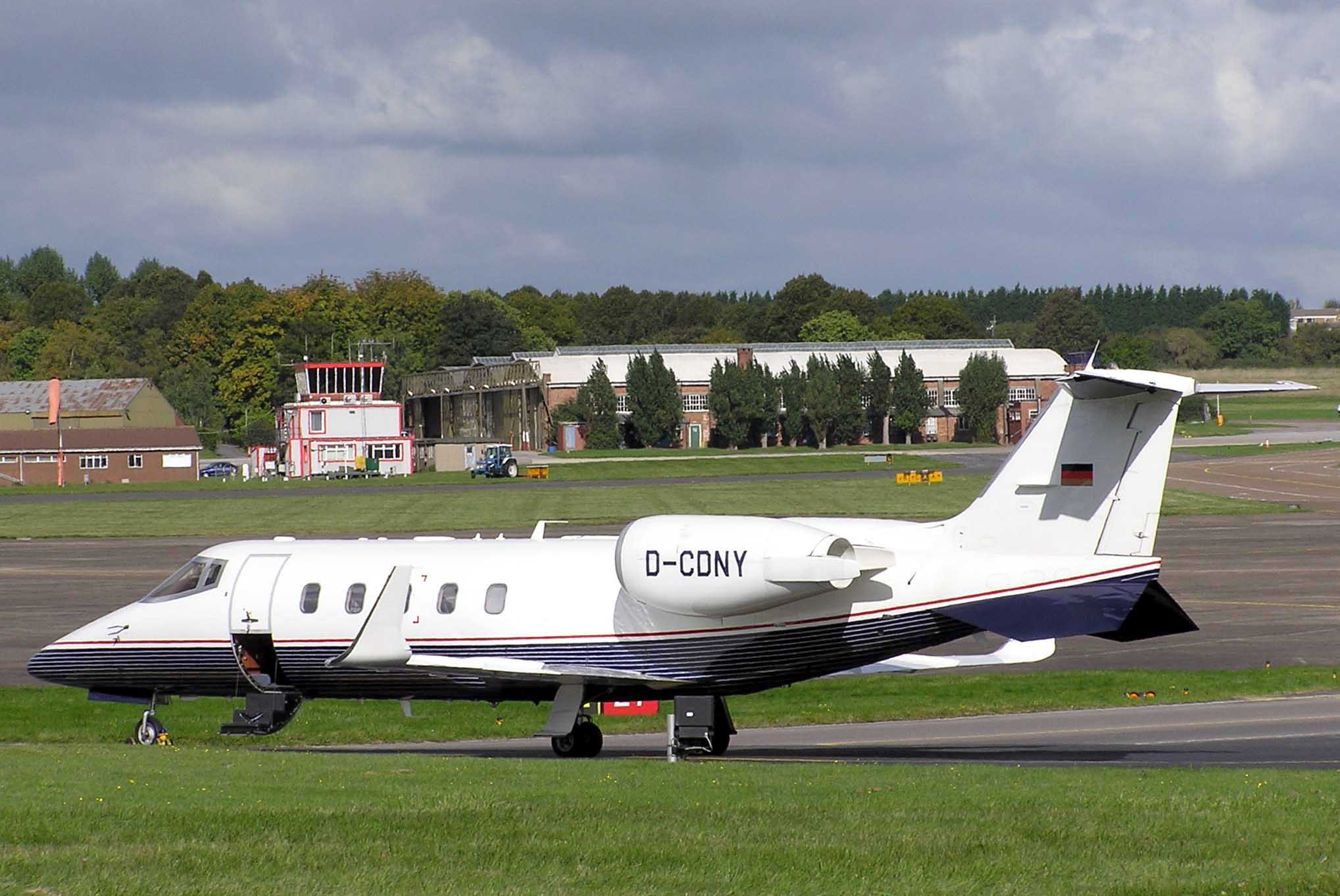
Learjet 60 в аеропорту Брістоля (велика Британія)

Відразу після відставки Вільяма Ліра з поста генерального директора компанія об'єдналася з іншою фірмою «Gates Aviation» (у власності якої перебував контрольний пакет акцій Lear Jet), укрупнене підприємство отримало офіційну назву Gates Learjet Corporation. 1971 року ухвалено рішення про переоснащення літаків Learjet 25 турбовентиляторними двигунами Garrett TFE731. Новий проєкт лайнера був названий Learjet 35 і надалі став одним з найуспішніших комерційних проєктів авіабудівної фірми.
У 1974 році загальний час польотної експлуатації літаків Learjet досяг одного мільйона годин, в наступному році компанія випустила свій п'ятисотий лайнер, а до кінця 1976 року фірма збільшила інтенсивність виробництва літаків, довівши його до десяти одиниць на місяць.
24 серпня 1977 року піднявся в повітря перший літак моделі Learjet 28. Лайнери моделей 28 і 29 проєктувалися на базі моделі 25, проте конструкція крила була абсолютно новою і оснащувалася вінглетами, що призвело до значного підвищення паливної ефективності нових літаків. Моделі 28 і 29 стали першими комерційними літаками у світі, на яких були використані вінглети.
29 квітня 1979 зробив перший випробувальний політ літак, який став прототипом серії Learjet 54/55/56, а 7 липня того ж року лайнер 55-ї серії встановив шість світових рекордів для повітряних суден свого класу.
У 1984 році компанія «Gates Learjet» оголосила про створення авіакосмічного підрозділу «Aerospace Division», проте в кінці наступного року компанія зіткнулася із серйозними фінансовими проблемами, була змушена згорнути діяльність проєктного підрозділу і щобільше — тимчасово припинити випуск нових реактивних літаків. У лютому 1986 року компанія перенесла штаб-квартиру в місто Тусон (штат Аризона), після чого робота виробничих ліній була відновлена відразу в двох містах, Тусоні і Вічиті.
10 вересня 1985 року дочірнє підприємство «Aerospace Division» отримало державний контракт на виробництво комплектуючих частин до головних двигунів космічного корабля «Шаттл». 1987 року Gates Learjet була придбана корпорацією «Integrated Acquisition» і в наступному році перейменована в Learjet Corporation. До січня 1989 року штаб-квартира і всі виробничі потужності авіабудівної компанії були перенесені назад у Вічиту.

## Bombardier
У 1990 році канадська авіабудівна корпорація Bombardier викупила у повну власність акції Learjet Corporation, відтепер всі літаки, що випускаються дочірнім підрозділом Learjet, повинні мати спільне маркування «Bombardier Learjet Family». 10 жовтня 1990 року під даною маркою в повітря піднявся перший літак моделі Learjet 60, а 7 жовтня 1995 року здійснив свій перший політ Learjet 45. У жовтні 2007 року компанія Bombardier Learjet стартувала нову програму зі створення літака Learjet 85 — новітнього реактивного літака в класі бізнес-авіації, який має бути повністю побудований із композитних матеріалів.
7 жовтня 2008 року компанія відзначила 45-річчя з дня першого польоту літака Learjet. Одним з найяскравіших моментів у святкуванні ювілею компанії стала перемога автогонщика Формули-1 Льюїса Хемілтона, який проїхав трасу в Фарнборо в стилізованому костюмі «LEARJET».
11 лютого 2021 Bombardier заявила про припинення випускання Learjet пізніше цього року для того, щоб сконцентруватись на прибутковіших сім'ях літаків.

## Моделі літаків
- Learjet 23 — «Lear Jet»
- Learjet 24 — «Lear Jet & Gates Learjet»
- Learjet 25 — «Lear Jet & Gates Learjet»
- Learjet 28 — «Gates Learjet»
- Learjet 29 — «Gates Learjet»
- Learjet 31 — «Lear Jet & Gates Learjet»
- Learjet 35 — «Learjet, Gates Learjet & Shin Meiwa». У Військово-повітряних силах США знаний як «C-21»
- Learjet 36 — «Gates Learjet». Базова модель Learjet 35 зі збільшеною дальністю польоту, досягнутої внаслідок зменшення на два кількості пасажирських крісел і установкою додаткових паливних баків
- Learjet 40 — «Learjet»
- Learjet 45 — «Learjet»
- Learjet 55 — «Gates Learjet»
- Learjet 60 — «Learjet»
- Learjet 85 — «Learjet»